# Маркетинг-мікс
Маркетинг-мікс або ко́мплекс ма́рке́тингу (англ. marketing mix) — комплекс заходів, які визначають позиціювання продукту на ринку. Зазвичай маркетинг-мікс складається з «чотирьох P» (англ. Product, Price, Place, Promotion): продукту, ціни, місця (системи розподілу товару або системи дистриб'юції) та просування. 
Доповнена модель, яка була розроблена для сфери послуг маркетинг-мікс "сім P" Бітнера (англ. Bitner, M.J.)  і Бумс (англ. Booms, B.H.) включає додатково (People, Process, Physical evidence): персонал, процеси, фізичне оточення.  Надалі модель маркетинг-мікс була доповнена до 12 P.

## Історія
У 1948 р. Джеймс Каллітон (англ. James Culliton) ствердив, що маркетингові рішення повинні бути результатом певного рецепта. У 1953 р. президент Американської асоціації маркетингу (англ. American Marketing Association) Нейл Борден (англ. Neil Borden) в одному зі звернень назвав такий рецепт «маркетинг-міксом». У 1960 р. відомий маркетолог Джером МакКарті (англ. E. Jerome McCarthy) запропонував класичне визначення маркетинг-міксу з «чотирма P».
1981 року М. Бітнер та Б. Бумс доповнили модель 4P ще трьома елементами.
1993 року Б. Лотеборн (англ. Robert F. Lauterborn) виклав модель 4С, яка включає: потреби споживачів, витрати, зручність, комунікація (англ. Consumer needs, Cost, Convenience, Communication).
201о року була створена модель 4М в Індії. 

## Основні складові
- Товар (product) — це головний елемент комплексу маркетингу. Розкривається через такі категорії:
  - пакування,
  - асортимент,
  - якість,
  - торгова марка,
  - післяпродажне обслуговування,
  - сервіс,
  - можливість повернення, обміну тощо;
- Ціна (price) розглядається з погляду підходів до цін:
  - прейскуранти,
  - знижки,
  - націнка,
  - терміни виплати,
  - кредит,
  - умови платежу тощо;

Ціна встановлюється таким чином, щоб сприяти продажу і водночас забезпечувати певний дохід підприємству.
- Місце (place) або дистрибуція (розповсюдження) — це дії, які здійснює підприємство для забезпечення доставлення товару цільовій групі споживачів у потрібне місце і час. Його характеризують такі категорії:
  - канали розподілу (збуту),
  - посередники
  - рівні збуту,
  - форма релізу,
  - транспортування,
  - складський запас,
  - розміщення,
  - підготовка торгового персоналу та ін.
- Просування (promotion) або маркетингова комунікація — створення інформаційних взаємозв'язків підприємства зі своїм цільовим ринком (споживачами). Тут мається на увазі:
  - зв'язок з громадськістю,
  - реклама,
  - виставки,
  - персональний продаж,
  - стимулювання збуту,
  - PR,
  - метод прямого продажу та ін.

Розширена модель  маркетинг-міксу за Блумзом та Бітнером (англ. Blooms and Bitner) використовується насамперед для сфери послуг та включає додаткові компоненти:
- Персонал (англ. people) — усіх осіб, які безпосередньо або опосередковано причетні до споживання послуг: споживачів, працівників відповідної компанії, керівництво компанії тощо;
- Процеси (англ. process) — процедури та процеси, які визначають споживання послуг (англ. customer management processes);
- Фізичну наявність (англ. physical evidence) — визначає здатність надати послугу, а також визначає середовище, у якому послуга надається.

Всі елементи комплексу взаємопов'язані й оцінка продукту при виборі здійснюється по всіх компонентах комплексу. Кожний з елементів включає самостійний комплекс заходів, реалізація яких формує відповідну політику в комплексі маркетингу. Відносна значущість кожного окремо взятого елемента маркетингу залежить від різних чинників, таких як тип організації, вид товару, поведінка споживачів.
Оптимальний маркетинг-мікс становить таку комбінацію маркетингових інструментів, завдяки якій забезпечується досягнення окреслених цілей за раціонального використання наявних коштів бюджету маркетингу. Відносна значущість кожного окремо взятого елемента маркетингу залежить від різних чинників, таких як тип організації, вид товару, поведінка споживачів.
Стандартизований маркетинговий комплекс — міжнародна маркетингова стратегія з використання в основному тієї самої продукції, реклами, каналів збуту й інших елементів маркетингового комплексу на всіх міжнародних ринках компанії.
Маркетинг-мікс може розглядати в контексті територій. Він включає такі компоненти:
- товар – це територія (наприклад, місто, регіон, країна);
- ціна – вартість проживання чи ведення бізнесу (для місцевих жителів – це вартість комунальних послуг, місцеві податки, витрати на подолання адміністративних бар’єрів тощо);
- місце – завжди незмінне, включає налагодження ділових зв'язків з іншими територіями, організації різноманітних ярмарків і виставок, укладання договірних відносин з потенційними клієнтами (наприклад, людьми, які бажають переїхати до міста);
- просування – згадування про дану територію в ЗМІ, інтернет-середовищі, використання логотипа, айдентики, елементів фірмового стилю міста органами місцевого самоврядування та бізнесом.